# UC Browser
UC Browser is een browser voor mobiele apparaten, ontwikkeld door het Chinese bedrijf voor mobiel internet UCWeb. Het programma werd uitgebracht in augustus 2004 voor het Java-platform.
De browser is beschikbaar voor Android, iOS, Microsoft Windows en Java ME. In het verleden was de browser ook beschikbaar voor BlackBerry, Symbian en Windows Phone.

## Gebruik
De browser heeft veel gebruikers in China, India, Indonesië en Pakistan. UC Browser had wereldwijd 500 miljoen gebruikers in maart 2014.
In 2016 had de browser 100 miljoen maandelijkse gebruikers.